# Селяни (роман)
Селяни – роман Владислава Реймонта, написаний автором у 1901–1908 роки, виданий книгою у 1904–1909. За цей твір письменник отримав Нобелівську премію з літератури у 1924 році. Роман описує життя мешканців села Ліпці протягом чотирьох пір року.

## Передумови написання твору
На момент написання твору селянська тема була дуже популярною у мистецтві та літературі. Риси цього жанру часто з’являлися у ранніх творах Реймонта. Водночас деякі вчені вважають, що безпосереднім поштовхом до написання твору про селян могла бути "Земля" Еміля Золя – Селяни могли б, згідно з цією гіпотезою, бути полемікою з твором французького романіста. Реймонт не знав французької мови на такому рівні, щоб вільно читати твір, тож міг ознайомитися з ним більш за все завдяки своїм друзям. Обидва твори мають декілька спільних елементів: селянська тематика, описи роботи та сільських свят протягом чотирьох пір року. Ці збіги, однак, можуть виникати лише через обрану спільну тематику романів.

## Історія написання і публікації роману
Перша версія повісті була готова вже 1901 року, проте незадовго до передачі тексту до друку Реймонт вирішив відредагувати початок повісті. Переглядаючи рукопис дійшов висновку, що зміст твору не збігається з його задумом. Незадоволений письменник вирішив почати роботу заново і спалити вже написаний роман. Було знищено 11 тисяч рядків. Першу версію твору могли знати лише кілька осіб, цілком імовірно, що однією з них був Юліан Охорович.
"Правильна" версія "Селян" була написана у 1901–1908 роки. Більша частина повісті була написана під час перебування письменника у Парижі, де, як запевняв Реймонт, йому було легше зосередитися на своїй роботі, ніж на польських землях. Реймонт організував собі велику трудову дисципліну: було заплановано щоденно писати частину селянського роману, працюючи водночас над іншими творами.
Роман вперше був опублікований частинами у журналі „Tygodniku Ilustrowanym” з 18 січня 1902 по 26 грудня 1908 з присвятою Зенону Пшесмицькому. У книжковій формі твір видавався партіями – перші два томи були видані 1904 року, третій том – 1906 року, натомість четвертий – у 1909. Перше видання містило підзаголовок Сучасний роман.

## Зміст і форма роману

### Місце дії
Дія роману відбувається у селі Ліпці, однак ця місцевість зовсім не відповідає реальному селу з однойменною назвою, що у наш час називається Ліпці Ремонтовські. Передусім не збігається з топографією місцевості. Також у романі відсутні згадки про варшавсько-віденьську залізничну колію, яка розташована поруч з реальним селом і яка відіграла значну роль у житті села. В свою чергу вигаданий прототип села був характерний для багатьох тогочасних сіл, розташованих на лодзьких землях, а не лише для реальних Ліпців.

### Час у романі
Дія роману обіймає 10 місяців – розпочинається під кінець вересня, а завершується під кінець липня. Точний рік, коли відбувається дія, невідомий (використання героями коси, яка почала замінювяти серп близько 1890 року, вказує на те, що вона відбувається після 1890-х років). У другій частині ("Зима") є згадка, що свято Богоявлення припадало на понеділок. Це дозволяє припустити, що мова йде про 1890, 1896, 1902 або пізніші за циклом роки. Дещо далі оповідач згадує, що Попільна середа припала на березень. Цікаво, що єдиний між січневим повстанням та І світовою війною рік, який відповідає усім вказаним вище умовам, це - 1908. Але варто пам’ятати, що автор міг цілеспрямовано або несвідомо ввести в роман неточності, що стосуються дат. Роман поділений на чотири пори року, у кожній з цих частин містяться описи характерних для тих земель літургійних свят, звичаїв та сільськогосподарських робіт. Одночасне ведення дії у ритмі одного календарного і релігійного року та неокреслення точного історичного моменту, де він має місце, дозволило письменнику створити ефект безперервної тривалості і позаісторичності подій. Проте у творі наявні також і конкретні історичні події, серед яких, наприклад, участь селян у січневому повстанні. За нитку патріотизму і внесення дії Селян у історичний час Польщі у романі відповідає постать Роха, який розповідає легенди про історичну основу. Також це єдина постать, яка у творі відноситься до подій, що мають місце у майбутньому.
Вигаданий час неодноразово триває у романі для конкретних персонажів, наприклад, Антеку під час роботи на лісопилці до святок не вистачає лише 5 днів, але оповідач пише, що для нього тяжко минали "...день за днем, тиждень за тижнем". Внутрішній час Антека подовжується відносно реального, оскільки герой перебуває у тяжкій психологічній ситуації.

### Наратив
Польський літературний критик Казимір Вика у есе "Проба нового прочитання „Селян” Реймонта" вирізнив три типи прочитання у Селянах, наділяючи їх трьома різними оповідачами, кожному з них приписуючи різну роль:
- Сільський балакун – оповідач за походженням з описаного середовища, полюбляє докладні і широкі описи з використанням говору. Належить до розповідних традицій. З’являється найчастіше серед інших типів оповідача у романі Реймонта. Відповідає передусім за фабульну складову твору, але часом описує і звичає-обрядову, релігійну.
- Стилізатор tylizator młodopolski – користується мовами поетики та інтелігентів Молодої Польщі. За частотою використання у творі займає друге місце серед оповідачів. Відповідає за ті прошарки, що стосуються життя і смерті та ритму природи.
- Реалістичний оглядач – послуговується мовою реалістичної прози, мислить переважно думками доби позитивізму. Використовується у романі найрідше. Проте його присутність проявляється деякою мірою у всіх складових (прошарках).

## Персонажі
- Мацей Борина – найбагатший господар у селі, йому (у зачині роману) 58 років, дворазовий вдівець, дуже вимогливий до себе та інших, працелюбний, жабіний скупий, його третя жінка - молода Ягна. Тяжко поранений у битві за ліс ударом в голову персонажем Боровим. Вмирає під час посівів. Голова громади.
- Ягна Пачесівна – двадцятилітня донька Домінікови, пластично обдарована, заради маєтку виходить заміж за Борину. Не кохає його, тому зраджує чоловіку з Антеком та іншими.
- Антек Борина – син Мацея, одружений з Ганкою Биліцовною. Має подібний до батька характер. З початку його дружина подразнює. Зустрічається з мачухою (Ягною). У кінці твору починає кохати Ганку і захоплюватись нею. Має троє дітей. Після смерті батька обіймає посаду батька - голови громади.
- Ганка Боринова (Биліцовна) – жінка Антека. Спочатку не має своєї думки, її не люблять свекруха та чоловік. Є бідна. Після зрад набирається впевненості в собі, стає більш винахідливою, хитрою і гордою, що викликає у Антека подив.
- Ягустинка – стара, убога селянка, вигнана своїми дітьми з дому після перепису на них землі. Працьовита і водночас буркотлива, схильна до дратівливості і зловтішна, проте також може бути доброю та щирою.
- Магда – донька Борини, сестра Антека, дружина Михайла (коваля), з’являється під час отримання свого приданого
- Юзька – маленька донька Борини, займається господарством.
- Куба Соха – учасник січневого повстання, наймит Борин, добрий, працьовитий, браконьєром ходить на полювання. Вмирає у стайнях під час весілля Мацея Брини через надмірну кровотечу після самоампутації ноги (постріл у ногу Боровим під час нелегальних полювань).
- Яцек – родич спадкоємця, учасник січневого повстання, був засланий до Сибіру, але втік. Куба врятував йому під час повстання життя. З тих пір Яцек шукає його. На жаль, знаходить лише його могилу. Яцек - дуже добра людина, допомагає Ліпцянам.
- Рох – брав участь у повстанні, вчить дітей писати і читати, дуже віруючий. Втікає із села, бо за ним женуться росіяни.
- Ямброжи – також учасник повстання, працює в костелі, знається на багатьох речах. Дуже старий, має дерев’яну ногу.
- Вітек – сирота, наймит Борин, має організаторські здібності.
- Петрек – наймит Борин, прийнятий до Куби, учасник війни з турками, повернувся з полону.
- Матеуш – кавалер Ягни. Авантюрист, здатний побудувати хату і більшість інших речей.
- Агата – жебрачка родом з Ліпців, все, що збирає, ховає собі на похорон.
- Домінікова – вдова, мати Ягни, деспотична до своїх синів. Б’ється з Шимком.
- Шимек і Єнджик – сини Домінікови. Єнджик боїться матері, Шимек б’ється з нею, бо та не дозволяє йому одружитися.
- Війт – урядовець, кавалер Ягни, купує для неї подарунки з державної каси, через що його арештовують.
- Бартек Козел – вбогий, дурнуватий хлоп, який живе зі своїх крадіжок, його жінка вдається до бійки з жінкою Війта.
- Ясь – син органіста, молодий священнослужитель, яким дещо захоплюється Ягна.
- Ксьондз – названий мешканцями Ліпців добродієм, очолює місцеву парафію. Добрий і побожний.
- Коваль – чоловік Магди, зять Борини. Хитрий, подумує про маєток.
- Веронка – сестра Ганки, на початку свариться з нею. Дружина Стаха. Під час бурі їхня хата руйнується.
- Биліца – батько Ганки і Веронки. Старий чоловік, для дітей є тягарем. Купує внукам різні іграшки, курить тютюн.
- Янкель – єврей, завідує корчмою.
- Спадкоємець – шляхтич, що сперечається з Ліпцянами за ліс.
- Боровий – дуже сильна людина, слуга спадкоємця. Ненавидить ліпцян. Безпосередній винуватець смертей Куби і Борини. Вмирає під час битви за ліс з руки Антека.

## Фільми на основі роману
- У 1922 році за мотивами роману було створено фільм "Селяни" (пол. Chłopi);
- У 1972 році у світ вийшов телесеріал "Селяни" (пол. Chłopi). Рік потому створено кіноверсію серіалу.

1. 1 2 3 4 5 6 7 8 9 10 11 12 13 14  Rurawski, 1977.
2. ↑  Kocówna, 1971.
3. 1 2  Wyka, 1991.

- У 2023 році за мотивами роману було створено анімаційний фільм «Кріпачка» (пол. Chłopi)